# なぎさの誓い
「なぎさの誓い」（なぎさのちかい）、ないし、「ソー・マッチ・イン・ラブ」(So Much in Love) は、1963年にアメリカ合衆国のシングル・チャートで首位に達した、ザ・タイムスが歌ったポピュラー音楽の楽曲。
ザ・タイムスにとって最初のヒット・シングルで、1963年8月3日付でBillboard Hot 100で首位に達し、1週のみ首位にあった。楽曲はジョージ・ウィリアムズ、ビル・ジャクソン、ロイ・ストレイジスの合作である。
オリジナル・バージョンの録音以来、この曲は何度もカバーされている。
ジェイとアメリカンズは、1969年のアルバム『Sands of Time.』にカバー・バージョンを収録した。
イーグルスのメンバーであるティモシー・B・シュミットは、1982年の映画『初体験/リッジモント・ハイ 』のサウンドトラックで歌ったバージョンは、シングルとしてBillboard Hot 100の59位まで浮上した。
1988年にアート・ガーファンクルが吹き込んだバージョンは、アダルト・コンテンポラリー・チャートで11位に達した。
R&BのボーカルグループAll-4-Oneは、1993年末にデビュー・シングルとして「ソー・マッチ・イン・ラヴ」をリリースした。All-4-One のバージョンは、1994年はじめにBillboard Hot 100の5位まで上昇し、60万枚を売り上げてアメリカレコード協会 (RIAA) からゴールドディスクに認定された。
2001年には、山下達郎のバージョンがアサヒスーパーモルトのCMに採用された。

## チャート
All-4-One のバージョン
| 年間チャート（1994年） | 最高位 |
| ---------------------- | ------ |
| Billboard Hot 100      | 28     |